# Fabienne Suter
Fabienne Suter (ur. 5 stycznia 1985 w Sattel) – szwajcarska narciarka alpejska, brązowa medalistka mistrzostw świata.

## Kariera
Na arenie międzynarodowej Fabienne Suter po raz pierwszy pojawiła się 15 grudnia 2000 roku w Grächen, gdzie w zawodach FIS Race w slalomie zajęła 63. miejsce. W 2002 roku wystartowała na mistrzostwach świata juniorów w Tarvisio, gdzie jej najlepszym wynikiem było ósme miejsce w kombinacji. Podczas rozgrywanych rok później mistrzostw świata juniorów w Briançonnais była między innymi szósta w zjeździe.
W zawodach Pucharu Świata zadebiutowała 12 grudnia 2002 roku w Val d’Isère, gdzie nie zakwalifikowała się do pierwszego przejazdu giganta. Pierwsze pucharowe punkty wywalczyła 4 stycznia 2003 roku w Bormio, zajmując 25. miejsce w tej samej konkurencji. Na podium po raz pierwszy stanęła 10 lutego 2008 roku w Sestriere, gdzie zwyciężyła w supergigancie. Zwycięstwo to odniosła ex aequo z Andreą Fischbacher z Austrii, a trzecie miejsce zajęła Niemka Maria Höfl-Riesch. Najlepsze wyniki osiągała w sezonie 2008/2009, kiedy zajęła siódme miejsce w klasyfikacji generalnej, a w klasyfikacji supergiganta była trzecia. Trzecie miejsce zajęła również w sezonie 2007/2008, jednak w lkasyfikacji generalnej uplasowała się na 21. pozycji.
Największy sukces osiągnęła w 2007 roku, kiedy podczas mistrzostw świata w Åre wspólnie z Danielem Albrechtem, Markiem Berthodem, Sandrą Gini, Rabeą Grand i Nadią Styger zdobyła brązowy medal w rywalizacji drużynowej. Najlepszy wynik indywidualny osiągnęła na rozgrywanych sześć lat później mistrzostwach świata w Schladming, zajmując piąte miejsce w supergigancie. W 2010 roku wystartowała na igrzyskach olimpijskich w Vancouver, gdzie jej najlepszym wynikiem było czwarte miejsce w gigancie. Walkę o podium przegrała tam z Austriaczką Elisabeth Görgl o 0,27 sekundy. Podczas igrzysk olimpijskich w Soczi w 2014 roku była między innymi piąta w zjeździe oraz siódma w supergigancie.
Nie jest spokrewniona z innymi szwajcarskimi alpejkami: Jasminą i Corinne Suter.

## Osiągnięcia

### Igrzyska olimpijskie
| Miejsce | Dzień     | Rok  | Miejscowość | Konkurencja     | Czas biegu | Strata | Zwyciężczyni              |
| ------- | --------- | ---- | ----------- | --------------- | ---------- | ------ | ------------------------- |
| 5.      | 17 lutego | 2010 | Vancouver   | Zjazd           | 1:44,19    | +1,98  | Lindsey Vonn              |
| 6.      | 18 lutego | 2010 | Vancouver   | Superkombinacja | 2:09,14    | +1,71  | Maria Riesch              |
| 13.     | 20 lutego | 2010 | Vancouver   | Supergigant     | 1:20,14    | +2,02  | Andrea Fischbacher        |
| 4.      | 25 lutego | 2010 | Vancouver   | Gigant          | 2:27,11    | +0,41  | Viktoria Rebensburg       |
| 5.      | 12 lutego | 2014 | Soczi       | Zjazd           | 1:41,57    | +0,37  | Dominique Gisin Tina Maze |
| 7.      | 15 lutego | 2014 | Soczi       | Supergigant     | 1:25,52    | +1,37  | Anna Fenninger            |
| 26.     | 18 lutego | 2014 | Soczi       | Gigant          | 2:36,87    | +5,19  | Tina Maze                 |

### Mistrzostwa świata
| Miejsce | Dzień     | Rok  | Miejscowość       | Konkurencja     | Czas biegu | Strata  | Zwyciężczyni    |
| ------- | --------- | ---- | ----------------- | --------------- | ---------- | ------- | --------------- |
| DNF2    | 13 lutego | 2003 | Sankt Moritz      | Gigant          | 2:30,97    | -       | Anja Pärson     |
| 11.     | 6 lutego  | 2007 | Åre               | Supergigant     | 1:18,85    | +1,34   | Anja Pärson     |
| 13.     | 13 lutego | 2007 | Åre               | Gigant          | 2:31,72    | +1,74   | Nicole Hosp     |
| 3.      | 18 lutego | 2007 | Åre               | Drużynowo       | 18 pkt     | +21 pkt | Austria         |
| 11.     | 3 lutego  | 2009 | Val d’Isère       | Supergigant     | 1:20,73    | +2,17   | Lindsey Vonn    |
| 8.      | 6 lutego  | 2009 | Val d’Isère       | Superkombinacja | 2:20,13    | +2,78   | Kathrin Zettel  |
| 17.     | 9 lutego  | 2009 | Val d’Isère       | Zjazd           | 1:30,31    | +3,04   | Lindsey Vonn    |
| 8.      | 8 lutego  | 2011 | Ga-Pa             | Supergigant     | 1:23,82    | +0,93   | Elisabeth Görgl |
| DNS2    | 11 lutego | 2011 | Ga-Pa             | Superkombinacja | 2:43,23    | -       | Anna Fenninger  |
| 13.     | 13 lutego | 2011 | Ga-Pa             | Zjazd           | 1:47,24    | +1,90   | Elisabeth Görgl |
| DNS1    | 17 lutego | 2011 | Ga-Pa             | Gigant          | 2:20,54    | -       | Tina Maze       |
| 5.      | 5 lutego  | 2013 | Schladming        | Supergigant     | 1:35,39    | +0,86   | Tina Maze       |
| DNS2    | 14 lutego | 2013 | Schladming        | Gigant          | 2:08,06    | -       | Tessa Worley    |
| 22.     | 3 lutego  | 2015 | Vail/Beaver Creek | Supergigant     | 1:10,29    | +2,46   | Anna Fenninger  |
| 9.      | 6 lutego  | 2015 | Vail/Beaver Creek | Zjazd           | 1:45,89    | +1,29   | Tina Maze       |
| 7.      | 12 lutego | 2017 | Sankt Moritz      | Zjazd           | 1:32,85    | +1,03   | Ilka Štuhec     |

### Mistrzostwa świata juniorów
| Miejsce | Dzień     | Rok  | Miejscowość  | Konkurencja | Czas biegu | Strata | Zwyciężczyni            |
| ------- | --------- | ---- | ------------ | ----------- | ---------- | ------ | ----------------------- |
| 19.     | 27 lutego | 2002 | Tarvisio     | Zjazd       | 1:29,81    | +3,57  | Julia Mancuso           |
| 13.     | 28 lutego | 2002 | Tarvisio     | Supergigant | 1:27,54    | +2,18  | Maria Riesch            |
| 37.     | 1 marca   | 2002 | Tarvisio     | Slalom      | 1:36,54    | +6,27  | Veronika Zuzulová       |
| 16.     | 3 marca   | 2002 | Tarvisio     | Gigant      | 1:52,15    | +2,08  | Julia Mancuso           |
| 8.      | 3 marca   | 2002 | Tarvisio     | Kombinacja  | 5,20 pkt   | ?      | Julia Mancuso           |
| 6.      | 4 marca   | 2003 | Briançonnais | Zjazd       | 1:15,20    | +1,01  | Tamara Wolf             |
| DNF     | 5 marca   | 2003 | Briançonnais | Supergigant | 1:20,02    | -      | Julia Mancuso           |
| 19.     | 7 marca   | 2003 | Briançonnais | Slalom      | 1:38,53    | +5,32  | Michaela Kirchgasser    |
| DNF1    | 8 marca   | 2003 | Briançonnais | Gigant      | 2:05,70    | -      | Jessica Lindell-Vikarby |

### Puchar Świata

#### Miejsca w klasyfikacji generalnej
- sezon 2002/2003: 110.
- sezon 2006/2007: 95.
- sezon 2007/2008: 21.
- sezon 2008/2009: 7.
- sezon 2009/2010: 7.
- sezon 2010/2011: 18.
- sezon 2011/2012: 18.
- sezon 2012/2013: 28.
- sezon 2013/2014: 30.
- sezon 2014/2015: 25.
- sezon 2015/2016: 10.
- sezon 2016/2017: 69.

#### Zwycięstwa w zawodach
1. Sestriere – 10 lutego 2008 (supergigant)
2. Bormio – 13 marca 2008 (supergigant)
3. Bansko – 27 lutego 2009 (zjazd)
4. Bad Kleinkirchheim – 8 stycznia 2012 (supergigant)

#### Pozostałe miejsca na podium w zawodach
1. Lake Louise – 7 grudnia 2008 (supergigant) – 2. miejsce
2. Sankt Moritz – 19 grudnia 2008 (superkombinacja) – 3. miejsce
3. Sankt Moritz – 20 grudnia 2008 (supergigant) – 2. miejsce
4. Tarvisio – 22 lutego 2009 (supergigant) – 2. miejsce
5. Bansko – 28 lutego 2009 (zjazd) – 3. miejsce
6. Bansko – 1 marca 2009 (supergigant) – 2. miejsce
7. Cortina d'Ampezzo – 22 stycznia 2010 (supergigant) – 2. miejsce
8. Sankt Moritz – 30 stycznia 2010 (zjazd) – 3. miejsce
9. Beaver Creek – 7 grudnia 2011 (supergigant) – 2. miejsce
10. Bad Kleinkirchheim – 7 stycznia 2012 (zjazd) – 3. miejsce
11. St. Anton am Arlberg – 13 stycznia 2013 (supergigant) – 3. miejsce
12. Lake Louise – 5 grudnia 2015 (zjazd) – 2. miejsce
13. Val d’Isère – 19 grudnia 2015 (zjazd) – 2. miejsce
14. Ga-Pa – 6 lutego 2016 (zjazd) – 2. miejsce
15. Lenzerheide – 12 marca 2016 (supergigant) – 2. miejsce
16. Sankt Moritz – 16 marca 2016 (zjazd) – 2. miejsce

- W sumie 4 zwycięstwa, 11 drugich i 5 trzecich miejsc.